# Zillion (jeu vidéo)
Zillion est un jeu vidéo conçu pour la Master System de Sega. Il s'agit d'un jeu de plates-formes/aventure dans la veine de Metroid.
Le jeu est tiré de la série animée Akai Kodan Zillion (en) de 31 épisodes de Tatsunoko. Il a pour suite Zillion II (en).

## Histoire
Vous incarnez J.J. et votre mission est de récupérer les 5 disques d'informations confidentiels afin de pouvoir détruire la base Noza (Norsa aux USA et en Europe) du Baron Ricks située sur la planète Maris. Le Baron Ricks a capturé vos deux coéquipiers Apple et Champ et les retient prisonniers dans cette même base. J.J. devra essayer de libérer ses coéquipiers mais aussi de trouver les 5 disquettes pour détruire la base Noza.

## Système de jeu
L'infiltration de la base labyrinthique se fait par exploration de salles et déblocage de portes. Les portes sont verrouillées par des codes secrets disséminés dans des bornes d'information. Détruire et pirater les bornes d'information permet de recomposer le code d'ouverture des portes, et ainsi de progresser vers le cœur de la base. La progression nécessite l'utilisation d'ordinateurs fonctionnant grâce à des disquettes d'accès. Ces disquettes sont limités et précieuses elles sont à utiliser intelligemment. Le chemin jusqu'au cœur de la base Noza est plein de pièges : mines, lasers, alarmes, gardes qu'il faut neutraliser pour accéder sans encombre aux bornes d'information.

## Personnages
- J.J.
- Champ
- Apple
- Ami
- Baron Ricks
- Opa-opa
- Soldats Noza